# Utanacris
Utanacris is een geslacht van rechtvleugeligen uit de familie veldsprinkhanen (Acrididae). De wetenschappelijke naam van dit geslacht is voor het eerst geldig gepubliceerd in 1934 door Miller.

## Soorten
Het geslacht Utanacris omvat de volgende soorten:
- Utanacris flavifrons Miller, 1934
- Utanacris pulchra Miller, 1934
- Utanacris unicolor Miller, 1935